# Cool Girl
Cool Girl este o revistă pentru adolescenți din România, lansată în octombrie 2000 de compania de presă Burda România.
În noiembrie 2008, revista și-a schimbat periodicitatea de la apariție bilunară la apariție lunară.
În iulie 2009, revista a fost vândută companiei media Presworks România.
În primul trimestru din 2009, Cool Girl a avut în medie un tiraj de 50.000 e exemplare tipărite și 37.635 de exemplare vândute.